# Mihály Árpád
Mihály Árpád (Csíkszereda, 1980. június 11. –) erdélyi magyar jégkorongozó, támadó.
Mihály Árpád csaknem 10 éves légiós szezon után tért haza a nemzetközi MOL Ligába, majd 2009-ben leigazolta a fehérvári Alba Volán SC csapata, mely az Osztrák Jégkorong Bajnokságban (EBEL) képviselteti magát 2007 óta. 2013-ban közös megegyezéssel távozott a "Pire" becenévre hallgató Mihály. Azóta ismét a MOL Ligában játszik, a Braşov csapatában.